# 루르마랭

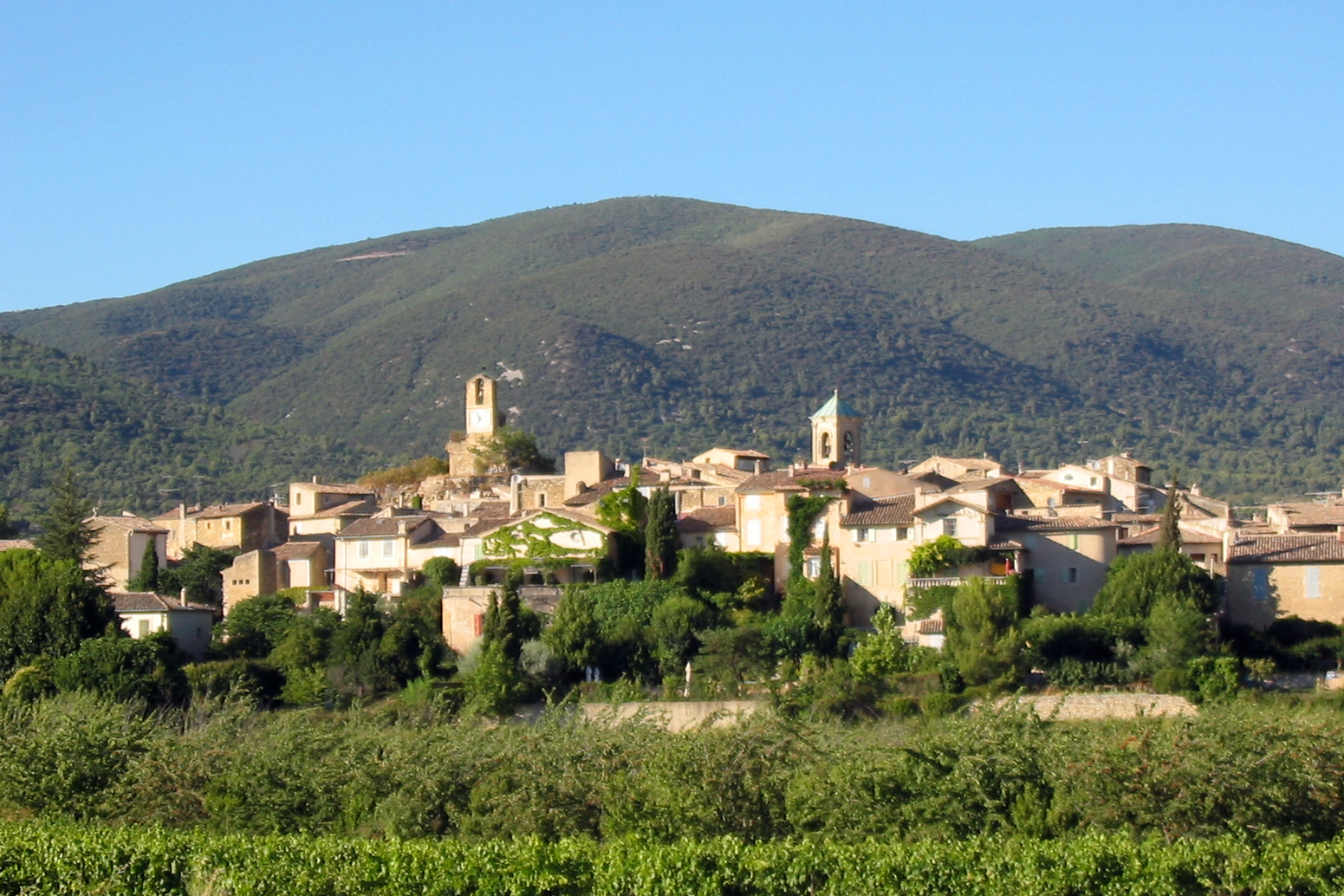
루르마랭의 포도원과 과수원

루르마랭(프랑스어: Lourmarin)은 프랑스 프로방스알프코트다쥐르 보클뤼즈주에 위치한 도시로 면적은 20.18km2, 인구는 1,145명(2014년 기준), 인구 밀도는 57명/km2이다.

시 문장

## 자매 도시
- 폴란드 지라르두프